# Куяльницький ярус
Куя́льницький я́рус (рос. куяльницкий ярус, англ. Kujalnician, нім. Kuyalnicien n) — верхній ярус середнього (нижній ярус верхнього) пліоцену Чорноморського басейну. Від назви Куяльницького лиману, що поблизу міста Одеси, Україна.